# V созыв Вологодской городской думы (2009—2014)

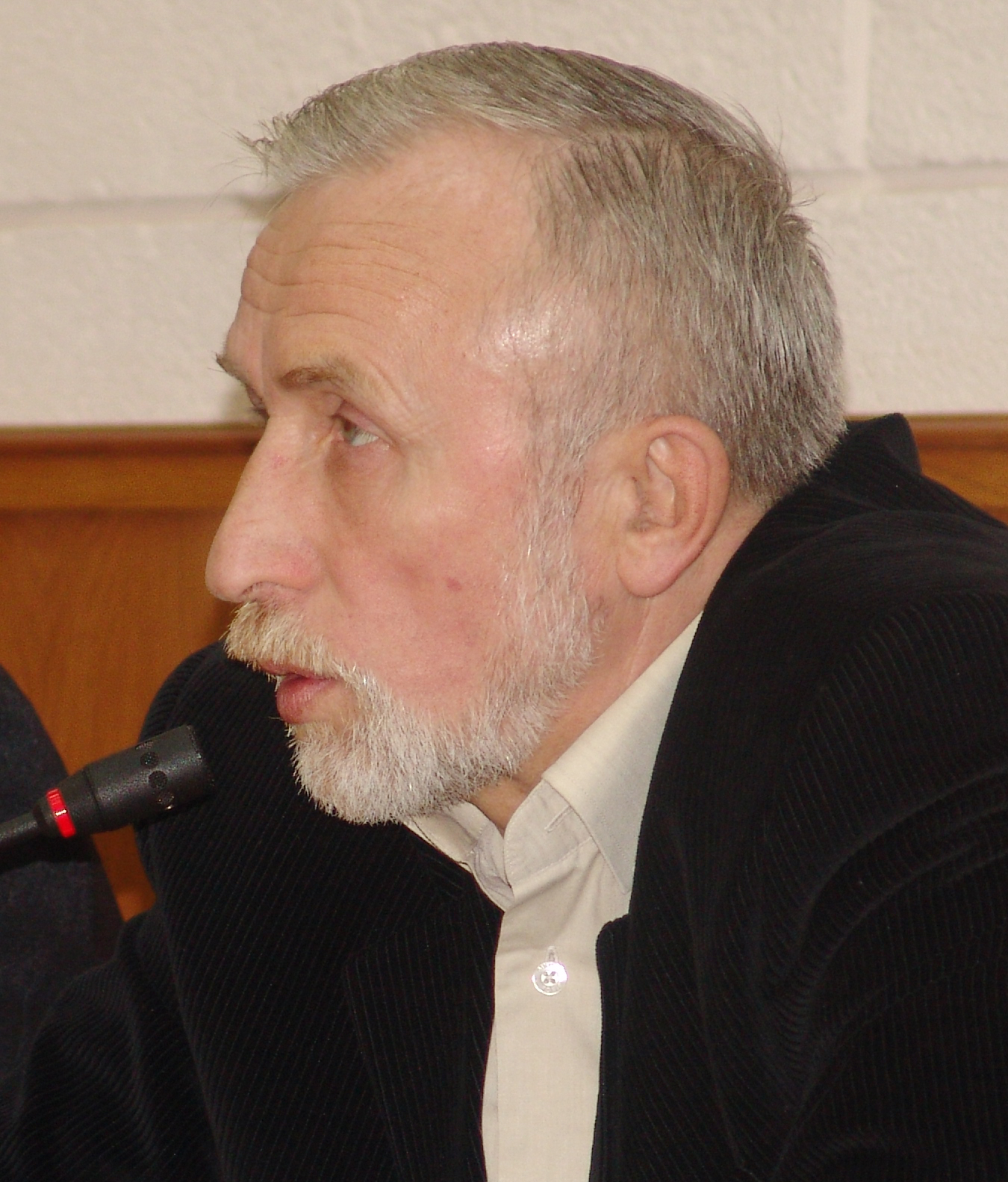
И. В. Степанов

V созыв депутатов Вологодской городской Думы избран на очередных выборах 1 марта 2009 года. Выборы были омрачены скандалом с арестом кандидата в депутаты по округу № 23 Евгения Одинцова от "Справедливой России".
На первой сессии V созыва депутаты вернулись к фракционной работе после почти двухгодичного перерыва: 26 народных избранников вновь создали фракцию "Единая Россия".
15 ноября 2011 года начал работу Молодёжный парламент города. 27 декабря его председателем был избран Олег Куницын.
Самым скандальным депутатом этого созыва следует признать Дениса Долженко. В 2010-11 году достоянием гласности стал его судебный процесс с бывшей женой, в результате которого они развелись, а ребёнок остался у Долженко. Позже стало известно, что один из предпринимателей подозревает Долженко в поджоге машины.

## Изменения в депутатском корпусе

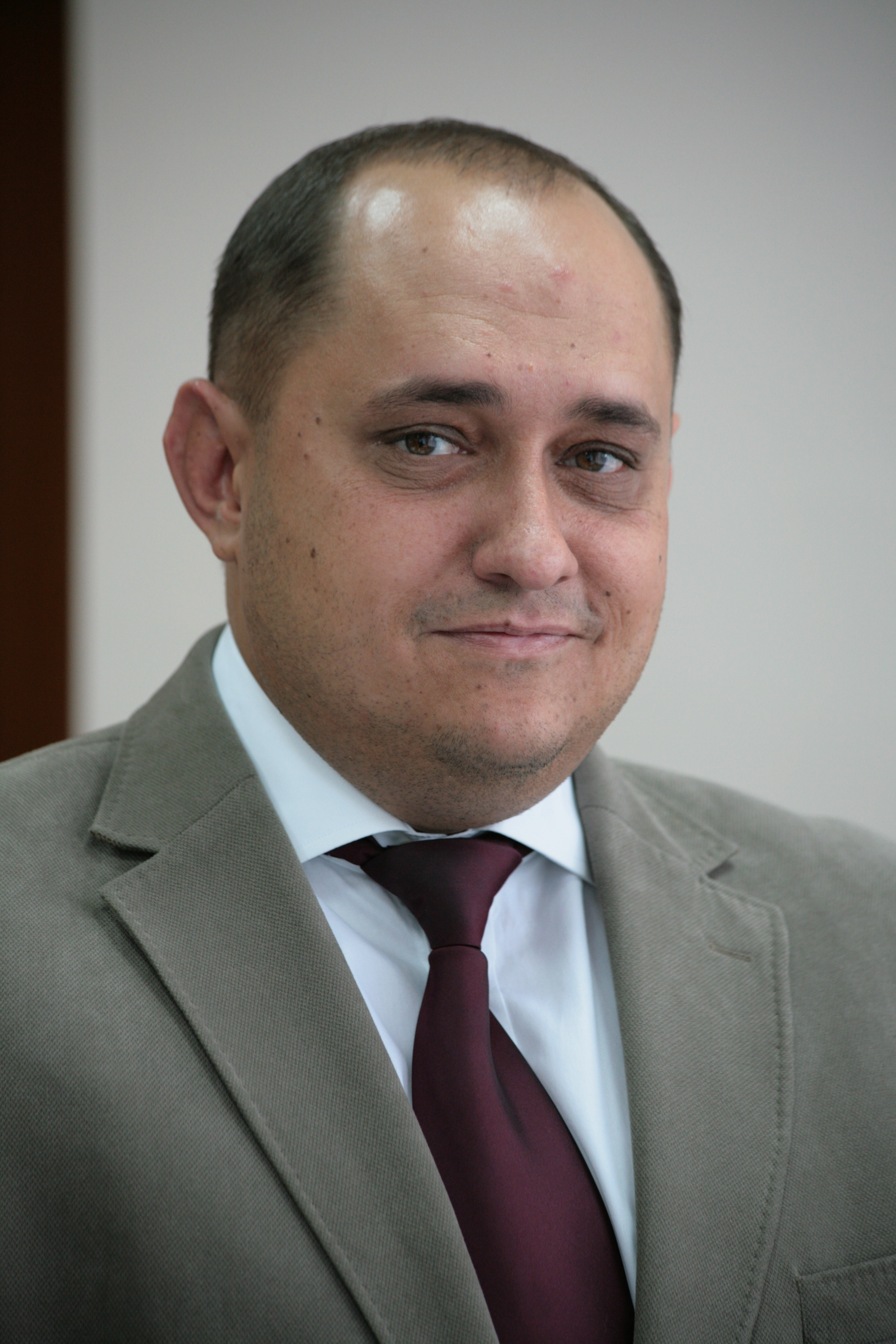
Ю.В. Сапожников

10 октября 2010 года прошли дополнительные выборы по округу № 13. Дополнительные выборы были назначены после того, как депутат Алексей Макаровский сложил с себя депутатские полномочия в связи с переходом на работу в Администрацию города Вологды, где занял должность начальника контрольно-аналитического Управления. Эти выборы вновь омрачены проблемами у кандидата от "Справедливой России" Евгения Доможирова. Победу 
одержала Людмила Коротаева. С декабря она стала работать на постоянной основе.
На очередных выборах в Законодательное Собрание области 4 декабря 2011 года сразу пятеро депутатов (Андрей Сивков, Сергей Воропанов, Виктор Вавилов, Денис Долженко и Роман Заварин) были избраны туда и впоследствии сложили свои мандаты в городской Думе. Дополнительные выборы в Думу по освободившимся в округам прошли 14 октября 2012 года. В результате «Единая Россия» победила фактически во всех округах (двое победителей при этом были самовыдвиженцами). Выборы запомнились скандалами со снятием с выборов кандидатов. Самым скандальным стал округ №14, в котором представителя "Единой России" победил ставленник Главы Вологды. 24 октября новые депутаты официально получили депутатские мандаты.
17 октября 2012 года депутат Людмила Коротаева перешла на непостоянную работу.
Персона нового депутата Алексея Коновалова стала овеяно ореолом скандальности уже во время выборов, когда он победил кандидата от партии власти, будучи протеже Главы города Евгения Шулепова. После выборов стало известно, что он был за несколько лет до этого обвиняемым по делу об изнасиловании. При этом, дело не было доведено до суда.
16 мая 2013 года председатель Игорь Степанов сложил депутатские полномочия в связи с переходом в областную общественную палату. Исполняющим обязанности председателя стал Юрий Сапожников.
8 сентября 2013 года Евгений Суров победил на досрочных выборах в Законодательное Собрание Вологодской области и перешёл в областной парламент, сложив полномочия депутата Вологодской городской Думы.

## Список депутатов
- Округ № 1 — Маркевич, Юрий Николаевич
- Округ № 2 — Литвин, Александр Николаевич
- Округ № 3 — Стельмашенко, Евгений Юрьевич
- Округ № 4 — Столяров, Николай Ливерьевич
- Округ № 5 — Соколова, Татьяна Александровна
- Округ № 6 — Зарецкий, Михаил Давыдович
- Округ № 7 — Степанов, Игорь Васильевич
- Округ № 8 — Корытин, Владимир Николаевич
- Округ № 9 — Меднов, Тимур Валентинович
- Округ № 10 — Вавилов, Виктор Владимирович — до 4 декабря 2011 года; Никулин, Сергей Геннадьевич — избран на дополнительных выборах 14 октября 2012 года.
- Округ № 11 — Воропанов, Сергей Александрович — до 4 декабря 2011 года; Ханков, Николай Александрович — избран на дополнительных выборах 14 октября 2012 года.
- Округ № 12 — Богатырев, Владимир Георгиевич
- Округ № 13 — Макаровский, Алексей Юрьевич — до 18 февраля 2010 года); Коротаева, Людмила Дмитриевна — избрана на дополнительных выборах 11 октября 2010 года.
- Округ № 14 — Долженко, Денис Евгеньевич — до 4 декабря 2011 года; Коновалов, Алексей Владимирович — избран на дополнительных выборах 14 октября 2012 года.
- Округ № 15 — Суров, Евгений Аркадьевич — до 8 сентября 2013 года
- Округ № 16 — Васев, Павел Андрианович
- Округ № 17 — Боровкова, Елена Николаевна
- Округ № 18 — Ярмолович, Ирина Юрьевна
- Округ № 19 — Климанов, Александр Николаевич
- Округ № 20 — Старцев, Владимир Брониславович
- Округ № 21 — Жидков, Василий Николаевич
- Округ № 22 — Громов, Михаил Сергеевич
- Округ № 23 — Сивков, Андрей Николаевич — до 4 декабря 2011 года; Петров, Максим Леонидович — избран на дополнительных выборах 14 октября 2012 года.
- Округ № 24 — Денисов, Александр Валерьевич
- Округ № 25 — Зорин, Владимир Александрович
- Округ № 26 — Ширикова, Ольга Станиславовна
- Округ № 27 — Чуранов, Сергей Авенирович
- Округ № 28 — Перов, Евгений Викторович
- Округ № 29 — Волосков, Александр Яковлевич
- Округ № 30 — Заварин, Роман Юрьевич — до 4 декабря 2011 года; Сапожников, Юрий Владимирович — избран на дополнительных выборах 14 октября 2012 года.